# Tyberiusz Korunkaniusz
Tyberiusz Korunkaniusz łac. Tiberius Coruncanius (zm. 241 p.n.e.) – rzymski polityk, dowódca i prawnik. Pierwszy plebejusz, który został przewodniczącym kolegium pontyfików (łac. Pontifex Maximus).
Według Cycerona pochodził z Tusculum, a według Tacyta z Camerium (Pro Plancio 20; Roczniki XI 24). Homo novus, który doszedł w Rzymie do najwyższych zaszczytów i sprawował najwyższe urzędy (Wellejusz Paterkulus II.128). W 280 p.n.e. w trakcie konsulatu został uhonorowany triumfem za ostateczny podbój Etrurii, po czym wspólnie z Waleriuszem Lewinusem połączyli swe siły przeciwko Pyrrusowi (Appian Wojny Samnickie 10.3). Możliwe, że ok. roku 270 p.n.e. uzyskał cenzurę (Seneka O szczęśliwym życiu XXI). W 254 p.n.e. został pierwszym plebejuszem piastującym stanowisko wielkiego pontyfika (Cyceron De natura deorum I.115). W 246 p.n.e. został mianowany dyktatorem w celu zwołania zgromadzenia i uniknięcia konieczności odwoływania do Rzymu konsulów zaangażowanych w I wojnę punicką. 
Według rzymskiego jurysty Pomponiusza Korunkaniusz był wybitnym prawnikiem oraz pierwszym w Rzymie nauczycielem prawa (Digesta seu Pandecta I.Tit.2.s.2 §35 i 38)